# Bečići
Bečići este un oraș din comuna Budva, Muntenegru. Conform datelor de la recensământul din 2003, orașul are 771 de locuitori (la recensământul din 1991 erau 726 de locuitori).

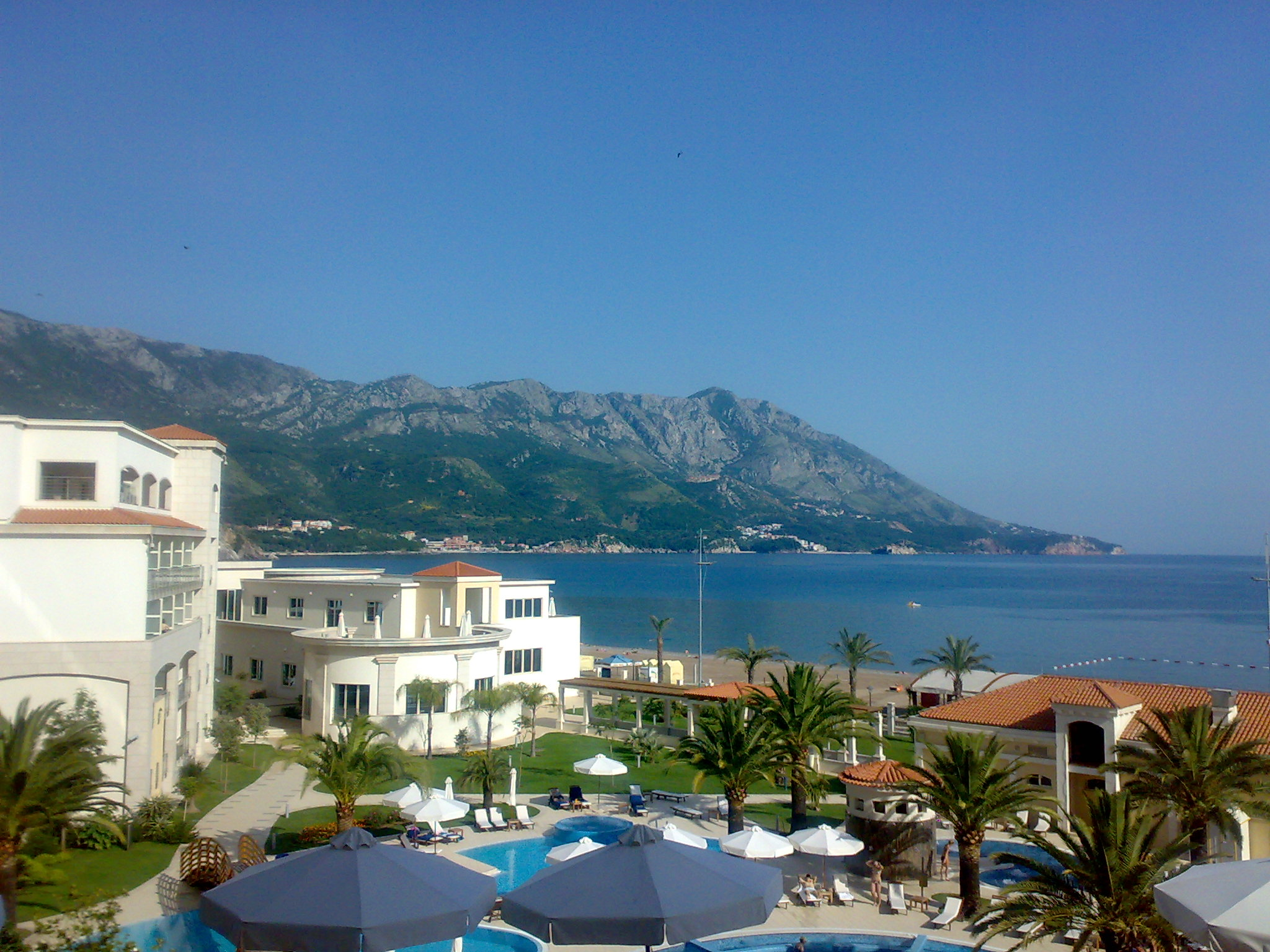
Hotel Splendid u Bečićima

## Demografie
În orașul Bečići locuiesc 625 de persoane adulte, iar vârsta medie a populației este de 37,5 de ani (37,5 la bărbați și 37,5 la femei). În localitate sunt 248 de gospodării, iar numărul mediu de membri în gospodărie este de 3,10.
Populația localității este foarte eterogenă.
|  |

| Demografie | Demografie | Demografie |
| An         | Locuitori  | Locuitori  |
| ---------- | ---------- | ---------- |
|            |            |            |
|            |            |            |
|            |            |            |
|            |            |            |
| 1948       | 43         |            |
| 1953       | 44         |            |
| 1961       | 40         |            |
| 1971       | 84         |            |
| 1981       | 171        |            |
| 1991       | 726        | 713        |
| 2003       | 777        | 771        |

| \| Componența etnică conform recensământului din 2003[2] \| Componența etnică conform recensământului din 2003[2] \| Componența etnică conform recensământului din 2003[2] \| Componența etnică conform recensământului din 2003[2] \| Componența etnică conform recensământului din 2003[2] \| \| ----------------------------------------------------- \| ----------------------------------------------------- \| ----------------------------------------------------- \| ----------------------------------------------------- \| ----------------------------------------------------- \| \| \| \| \| \| \| \| Sârbi \| Sârbi \| \| 405 \| 52,52% \| \| Muntenegreni \| Muntenegreni \| \| 264 \| 34,24% \| \| Croați \| Croați \| \| 12 \| 1,55% \| \| Musulmani \| Musulmani \| \| 5 \| 0,64% \| \| Iugoslavi \| Iugoslavi \| \| 5 \| 0,64% \| \| Germani \| Germani \| \| 1 \| 0,12% \| \| Maghiari \| Maghiari \| \| 1 \| 0,12% \| \| Macedoneni \| Macedoneni \| \| 1 \| 0,12% \| \| necunoscută \| necunoscută \| \| 0 \| 0% \| |              |  |     |        |
| Componența etnică conform recensământului din 2003 |              |  |     |        |
| |              |  |     |        |
| Sârbi | Sârbi        |  | 405 | 52,52% |
| Muntenegreni | Muntenegreni |  | 264 | 34,24% |
| Croați | Croați       |  | 12  | 1,55%  |
| Musulmani | Musulmani    |  | 5   | 0,64%  |
| Iugoslavi | Iugoslavi    |  | 5   | 0,64%  |
| Germani | Germani      |  | 1   | 0,12%  |
| Maghiari | Maghiari     |  | 1   | 0,12%  |
| Macedoneni | Macedoneni   |  | 1   | 0,12%  |
| necunoscută | necunoscută  |  | 0   | 0%     |